# Never Alone (3JS-dal)
A Never Alone (magyarul: Sosem vagy egyedül) egy lassú-popdal, mely Hollandiát képviselte a 2011-es Eurovíziós Dalfesztiválon. A dalt a holland 3JS együttes – Jan Dulles, Jaap Kwakman és Jaap de Witte – adta elő angol nyelven.
A dal a 2011. január 30-án a TROS által rendezett Nationaal Songfestivalon (magyarul: Nemzeti dalfesztivál) szerezte meg az indulás jogát. Itt öt dal versengett egymással, melyek mindegyikét a 3Js adta elő hollandul, a győztes dal eredeti címe Je vecht nooit alleen („Sosem harcolsz egyedül”) volt. A nemzeti döntő után a dal első helyezést ért el a holland kislemez-eladási listán.
Az Eurovíziós Dalfesztiválon a dalt először a május 12-én rendezett második elődöntőben adták elő, a fellépési sorrendben harmadikként, az osztrák Nadine Beiler The Secret Is Love című dala után, és a belga Witloof Bay együttes With Love Baby című dala előtt. Az elődöntőben 13 ponttal az utolsó, tizenkilencedik helyen végzett, így nem jutott tovább a május 14-i döntőbe. Hollandiának sorozatban hetedszer nem sikerült ez, és 1968 óta először zártak a táblázat legalján.

## Nemzeti döntőn
| # | Előadó | Dal                   | Magyar fordítás        | Zsűri | Televoting |
| - | ------ | --------------------- | ---------------------- | ----- | ---------- |
| 1 | 3JS    | Ga dan niet           | Ne menj el!            | 3.    | 5. (1%)    |
| 2 | 3JS    | De stroom             | A folyam               | 2.    | 2. (25,5%) |
| 3 | 3JS    | Toen ik jou vergat    | Ha elfelejtelek...     | 4.    | 4. (3,9%)  |
| 4 | 3JS    | Weelderig waardeloos  | Értéktelen luxus       | 5.    | 3. (5,8%)  |
| 5 | 3JS    | Je vecht nooit alleen | Sosem harcolsz egyedül | 1.    | 1. (63,8%) |

## Slágerlistás helyezések
| Slágerlisták (2011) | Lh.* |
| ------------------- | ---- |
| Hollandia           | 1    |

*Lh. = Legjobb helyezés.